# اچ‌ام‌ای‌اس اکراس (ام ۱۱۸۳)
اچ‌ام‌ای‌اس اکراس (ام ۱۱۸۳) (به انگلیسی: HMAS Ibis (M 1183)) یک کشتی بود که طول آن ۱۵۲ فوت (۴۶ متر) بود. این کشتی در سال ۱۹۵۵ ساخته شد.